# Falscher Olav
Der falsche Olav (oder falscher Oluf; † Herbst 1402 in Schonen) war eine Person aus Böhmen, die 1401 in Danzig behauptete, der noch lebende Olav II. Håkonsson zu sein.

## Geschichte
Der Sohn von Margarethe I., der 1376 als Sechsjähriger als Olav II. König von Dänemark wurde und 1380 zudem König von Norwegen, war schon 1387 mit sechzehn Jahren auf Schloss Falstebo in Schonen gestorben, ohne je selbständig regiert zu haben.
1401 trat in Danzig ein Mann auf mit der Behauptung, er sei Olav II. Aufgrund verschiedener zutreffender Angaben zum dänischen Königshof wurde ihm anfänglich geglaubt, als er berichtete, dass ihm seine Mutter nach dem Leben trachtete. Norwegische Fischer, die zur gleichen Zeit in Danzig waren, brachten die Nachricht nach Hause und von da aus wurde die Königin der Kalmarer Union unterrichtet. Etwa gleichzeitig schrieb der falsche Olav einen Brief, in dem er die Macht in den Territorien der Union verlangte.
Margarethe schickte daraufhin eine Gesandtschaft zu Konrad von Jungingen, dem Ordensmeister des Deutschen Ordens, der in Danzig regierte. Dieser Gruppe gehörte auch Folke Jakobsen an, der beim Ableben des eigentlichen Olav 1387 anwesend war. Margarethe hatte die Order ausgegeben, dass der Betrüger gefasst und nach Kalmar gebracht werden sollte, was durch Jungingen umgesetzt wurde.
In Kalmar stellte sich heraus, dass der falsche Olav keine der nordischen Sprachen verstand. Seine Kenntnisse über die Verhältnisse am dänischen Hof hatte er von seiner Mutter, die zeitweise am dänischen Hof angestellt war. Er berichtete auch, dass er von verschiedenen Personen zu seinem Unternehmen ermuntert wurde, auch wenn er die Namen der Unterstützer verschwieg. Nach der Verurteilung wurde der falsche Olav während des Herbstmarktes 1402 auf dem Scheiterhaufen zwischen Skanör und Falsterbo verbrannt. Damit starb er in der Nähe des Todesortes des eigentlichen Olav.

## Künstlerische Verarbeitung
Die Handlung des dänischen Films Die Königin des Nordens dreht sich um den falschen Olav.